# 三人目の幽霊
『三人目の幽霊』（さんにんめのゆうれい、Another Ghost）は、大倉崇裕による日本の推理小説の短編集。
表題作は1997年に第4回創元推理短編賞佳作に選ばれた、著者のデビュー作であり、後に「落語シリーズ」としてシリーズ化される。
2002年版の本格ミステリベスト10にて、第6位に選ばれた。

## 登場人物
牧 大路（まき おおみち）
『季刊落語』編集長。
間宮 緑（まみや みどり）
『季刊落語』の編集者。落語のことを何も知らない。

## 各話あらすじ
三人目の幽霊（さんにんめのゆうれい）
長らく不仲だった鈴の家一門と松の家一門が、それぞれの若手有望株が真打に昇進したのを機に、仲直りすることになり、如月亭という寄席で、一門の名人同士が交互にトリを務める二門会が開催されることになる。
だが、真打に昇進したばかりの両一門の落語家が、噺の途中で使用する道具をすり替えられ、高座の途中で退席してしまうという事態が2日続けて起こる。
弟子たちはそれぞれ相手の一門の仕業だと決め付け一触即発。翌日には、両名人が同じ高座に上がることになっている。松の家の名人・葉光から解決を押し付けられた牧が謎に挑む。
鈴の家 米治（すずのや よねじ）
昨年、真打昇進を果たしたばかりの30歳。顔立ちが端整で、落語家よりも役者をやった方がいいと言われるほど男前。下戸で有名。
鈴の家 梅治（すずのや うめじ）
米治の師匠。名人。牧とは自身が駆け出しの頃からの知り合い。「季刊落語」の愛読者。
松の家 葉光（まつのや ばこう）
鈴の家梅治の好敵手と言われる名人。梅治との不仲は有名。42歳。
松の家 万蔵（まつのや まんぞう）
葉光の孫弟子。真打に昇進したばかり。ころころと太っていてあだ名は「饅頭」。
河内 公彦（かわち きみひこ）
月島の寄席・如月亭の席亭。40過ぎ。
市原（いちはら）
如月亭の切符切りのおばさん。
不機嫌なソムリエ（ふきげんなソムリエ）
ソムリエを目指し、シティホテルのワインバーで働く恭子は、同じ職場のマスターソムリエ・篠崎に1枚の写真を見せ、結婚を間近に控えた知り合いが会食の席で開けるという生まれ年のワインのサーブをお願いできないかと尋ねる。篠崎は、大切にしてきたワインなら自分でサーブした方が良いとアドバイスする。だが、そのワイン、1975年のシャトー・ムートン・ロートシルトが写る写真を見た篠崎は表情を一変させる。
翌日、恭子が親友である緑の元に電話をかけてくる、「篠崎さんが消えた」と。恭子はひどく狼狽し、話は全く要領を得ない。緑は親友のためにもと思い、暇を持て余している牧に相談を持ちかける。
野島 恭子（のじま きょうこ）
緑の高校時代からの親友。品川シティホテルのワインバーで働く。ソムリエを目指している。
篠崎 雄介（しのざき ゆうすけ）
品川シティホテルのワインバーのマスターソムリエ。穏和な男性。恭子がソムリエを目指すきっかけとなった。
木下（きのした）
品川シティホテルのフランス料理店のソムリエ。篠崎を尊敬している。
三鶯荘奇談（さんおうそうきだん）
妻の入院が長引いたことで気が滅入っている落語家の菊太郎は、そのせいか得意だった怪談話もどこか精彩を欠いていた。そんな父親の様を見た息子の正人は、本物の幽霊が父親の高座に出れば話題になると考えていた。
不甲斐ない菊太郎に活を入れようと、師匠の菊丸は地方公演に菊太郎を出演させることを決める。公演の間、1人になってしまう正人の世話を、弟子の菊与と共に任された緑は、三鶯亭が所有する静岡の山奥の別荘へ赴く。
その夜、別荘の管理人・米倉直子が尋常でない叫び声を発した後、姿を消してしまう。緑の電話で駆けつけた直子の息子が林の様子を見に行っている間、牧から正人の母親の容態急変の電話が入り、手短に状況を説明すると、今すぐそこから、米倉から逃げろと言われる。
須賀 正人（すが まさと）
小学3年生。幽霊に会いたいと思っている。
三鶯亭 菊太郎（さんおうてい きくたろう）
本名・須賀幸太郎。正人の父親。40歳。妻が入院中で気が滅入り、芸が陰気になった。学生時代にオチ研に入っていた時から噺家を目指していた。38歳の時に真打に昇進した。
三鶯亭 菊丸（さんおうてい きくまる）
菊太郎の師匠。稽古が厳しいことで有名。身長180cmを超える大柄で、スキンヘッド。
三鶯亭 菊与（さんおうてい きくよ）
三鶯亭門下唯一の女性噺家。二つ目に昇進したばかりの26歳。緑とは友達のような間柄。
三鶯亭 菊司（さんおうてい きくじ）
菊丸の師匠。亡くなる少し前に三鶯荘を建てた。後妻が突如失踪した件でひどく落ち込み、高座にも上がらなくなり、間もなく亡くなった。
米倉 直子（よねくら なおこ）
三鶯荘の管理人。夜に薄暗い廊下で会ったら幽霊と間違えそうな女性。息子は岡谷で茶の栽培をしている。
崩壊する喫茶店（ほうかいするきっさてん）
失明した祖母が大事なものと言って緑に見せてくれたのは、額に入った「白紙の絵」だった。祖母の異変に気付きながらも、何となく両親にも相談できずに悩んでいた緑は、休日出勤の帰り道、偶然牧と出会い、近くの喫茶店「ペネロープ」へ行くことに。
そこで緑は、行きつけだった喫茶店「コロンポ」が改装の張り紙を出したまま再開する様子もなく廃れていったという“崩壊する喫茶店”の話を牧にする。
その話を牧が面白がっていると、マスターが2カ月前の開店5周年パーティーの写真を牧に渡した。その写真を見た緑は驚く。祖母の良恵が写っていたのだ。祖母の様子がおかしくなったのと時期が一致することに気付いた緑は、牧に祖母のことを相談する。
間宮 良恵（まみや よしえ）
緑の祖母。70歳。絵を描くのが趣味だが、区の展覧会に出品すると必ず賞を取る腕前。3年前に転倒事故で失明した。
ペネロープのマスター
ヒョロリとした、細面で色白で目が大きな男。緑は彼を見ると鳥肌が立ってしまう。
秋山 東胡（あきやま とうこ）
画家。50年前（戦前）、良恵と懇意にしていた。戦争・シベリア抑留を経て復員。
北山（きたやま）
美術商。東胡の依頼で1枚の絵を良恵に渡す。
患う時計（わずらうとけい）
如月亭と如月亭の姉妹寄席として有名な築地亭で、三鶯亭の二大名人、菊朝・菊丸一門落語会が開かれることになり、築地亭で観覧していた緑。
名人・菊朝が出番を終え、短い中入りの後、予定していた順番とは異なる出囃子が鳴る。だが当の菊馬は出てこず、誰かの叫び声が聞こえた。楽屋を出た菊馬が、置いてあった濡れ雑巾に足を取られて転倒してしまったのだ。幸い軽傷で済んだが、菊朝は怒り心頭、牧に、雑巾を置いた奴を見つけて欲しいと頼む。
三鶯亭 菊朝（さんおうてい きくちょう）
60歳。名人。丸みを帯びた顔にとろんとした目から、ぼんやりとした印象だが、高座に上がると矍鑠とする。
三鶯亭 華菊（さんおうてい はなぎく）
菊朝の実子。とろんとした目は父親そっくり。名人の子だからと、二つ目の頃から将来を嘱望されてきた。師匠は菊丸、菊朝が「情が湧くから」と菊丸に預けた。昨年真打昇進を果たした。
三鶯亭 菊馬（さんおうてい きくま）
菊丸の一番弟子。昨年、真打に昇進した。
元介（げんすけ）
築地の寄席・築地亭の下足番。
三鶯亭 菊喜（さんおうてい きくよし）
菊丸門下の若手。昨年、真打に昇進した。そそっかしい性格。

## 作中登場落語
| - 「三人目の幽霊」 - 鰍沢 - 寝床 - 皿屋敷 - 化け物屋敷 - 三年目の幽霊 - 真景累ヶ淵 - 子ほめ - 芝浜 - 強情灸 - 唐茄子屋政談 | - 「不機嫌なソムリエ」 - 厩火事 | - 「三鶯荘奇談」 - 野ざらし - 花見の仇討ち - 明烏 - お化け長屋 - 牡丹灯籠 - 四ツ谷怪談 | - 「患う時計」 - 火炎太鼓 - 七段目 |